# Etrit Berisha
Etrit Fadil Berisha, född 10 mars 1989 i Pristina, Kosovo i dåvarande Jugoslavien, är en kosovansk-albansk fotbollsmålvakt som spelar för BK Häcken. Han har tidigare spelat i till exempel Torino, SPAL, Atalanta, Lazio och Kalmar FF.

## Karriär
I januari 2009 blev Berisha uttagen till en U21-landslagssamling för Albanien och i november samma år skrev han på ett 2-års A-kontrakt med Kalmar FF vilket förlängdes med 3 år i januari 2011. Från juni 2010 betraktades Berisha som klubbens förstmålvakt.
Efter säsongen 2010, då han övertagit positionen som Kalmar FF:s förstemålvakt och imponerat med övertygande spel under sin första säsong i Allsvenskan, fick Berisha utmärkelsen Smålands bäste herrfotbollsspelare av Smålands Fotbollsförbund.
I juni 2011 utmärkte sig Berisha i Svenska Cupens kvartsfinal, som gick till straffar, utöver det vanliga då han räddade två av straffarna för att sedan avgöra och säkra Kalmars avancemang med en säkert slagen straff. Under hösten drabbades sedan Berisha av en efterhängsen skada i ljumsken och missade därför de sex sista matcherna i Allsvenskan och även cupfinalen mot Helsingborg tidigt i november.
Den 6 juli 2019 lånades Berisha ut av Atalanta till SPAL på ett låneavtal över säsongen 2019/2020. Låneavtalet innefattade en obligatorisk köpoption för SPAL.

### Torino (2021–2023)
Den 3 juli 2021 skrev Berisha på ett treårskontrakt med Torino. Under säsongen 2021/2022 spelade han 10 ligamatcher och 1 match i Coppa Italia. Säsongen 2022/2023 fick han ingen speltid och hamnade utanför truppen i februari 2023.

### Empoli (2023–2024)
Den 29 augusti 2023 gick Berisha till Empoli. Han spelade 14 ligamatcher under säsongen 2023/2024. Efter säsongens slut förnyades inte hans kontrakt.

### BK Häcken (2025–)
Efter att ha varit klubblös i flera månader skrev Berisha på för BK Häcken i Allsvenskan den 11 april 2025. Kontraktet sträcker sig över resten av säsongen. Värvningen gjordes för att täcka upp för skador på lagets ordinarie målvakter.
Den 29 maj 2025 spelade Berisha final i Svenska cupen. Matchen spelades på Eledastadion i Malmö, där BK Häcken vann efter straffläggning. Berisha blev lagets hjälte då han räddade två straffar och slog själv in en av straffarna i mål. BK Häcken vann därmed Svenska cupen 2025 och Berisha blev utsedd till matchens spelare.

## Meriter

### Individuellt
- Smålands bäste fotbollsspelare 2010 och 2013[3]
- Allsvenskans stora pris: Årets målvakt 2013[4]
- Svenskt Cupguld med BK Häcken 2025